# Marc Bédarride

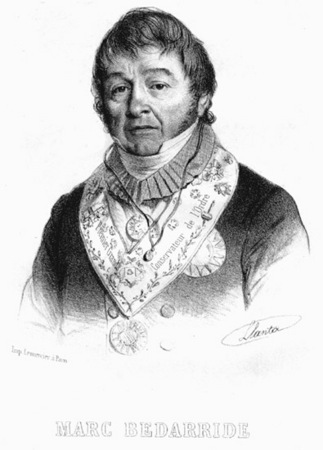
Marc Bédarride - Editions de Bénard (1845)

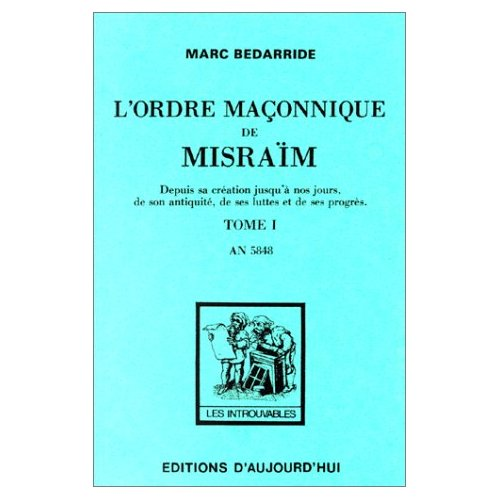
Marc Bédarride - De l'ordre maçonnique de Misraïm, Editions de Bénard, 1845

Marc Bédarride (Caivillon, 4 febbraio 1776 – 1846) è stato uno scrittore francese.

## Biografia
Discendente da un'antica famiglia sefardita provenzale originaria di Bédarrides 
, che era legata al movimento dei Dunmeh, partecipò come ufficiale napoleonico alla campagna d'Egitto insieme a Jean Poussielgue, Jean Baptiste Joseph Fourier, a Bernardino Drovetti ed a Jean Baptiste Henraux. Rientrato dall'Egitto a Livorno, il 14 gennaio 1799 viene nominato Capitano di Stato Maggiore dell'esercito della Repubblica Napoletana al comando del generale Jean Étienne Championnet. Comandante del 18º Battaglione di Linea "Les Emules de Mars" alla battaglia di Marengo, fu studioso di Egittologia e membro onorario della Loggia bonapartista di rito scozzese filosofico "Saint Napoleon" di Palazzo Cocchi-Serristori in Firenze.
Nel 1801, insieme a Jacob Bédarride, a Mathieu di Lesseps, Console Generale di Francia a Firenze e padre di Ferdinando di Lesseps, ed a Philalete Abraham (forse Giulio Cesare Tassoni, diplomatico napoleonico) organizza una riunione a Pisa delle più importanti logge massoniche del Regno di Etruria. Nel 1813 fonda a Napoli “La Figlia della Sapienza” poi diretta nel 1814 dal Gran Cofto generale Lorenzo Montemayor (1768-1841) e legata storicamente alla loggia “I Figli della Libertà” in sonno dal 1799. È ricordato per aver fondato il "Rito Egizio di Misraim" della Massoneria nel 1813 e, insieme a Jacob e Joseph, costituì la prima Loggia di rito egizio di Parigi il 19 maggio 1815, denominata Arc en Ciel (Arcobaleno), vicina agli ambienti della carboneria italiana e francese di Filippo Buonarroti. L'assetto definitivo del Rito Egizio di Misraim è del 1818, mentre a Bruxelles nel 1819 regola la “Tegolatura Suprema Scala di Napoli”, meglio conosciuta come "Arcana Arcanorum".
The Royal Masonic Cyclopaedia (1877) di Kenneth Mackenzie (autore del Cipher Manuscript dell'Ordine Ermetico dell'Alba Dorata), considera i 3 fratelli Bédarride, Marc, Michel e Joseph come dei “charlatans” (ciarlatani).